# Yamaha YZF-R1
Yamaha YZF-R1, někdy uváděna zkráceně jako R1 a přezdívaná „královna superbiků“ nebo „eR-jednička“, je robustnější čtyřválec využívaný jako sportovní motocykl nebo superbike. První verze stroje od japonského výrobce Yamaha Motor Company byla uvedena do provozu v roce 1998. 

## Světová prvenství
Světový primát mezi řadovými motocykly stroj zaznamenal díky inovaci elektronicky ovládané proměnné délce sání YCC-I (Yamaha Chip Controlled-Intake). Dále je vybaven systémem přímého vstřikování. Kompresní poměr v modelu z roku 2007 činil 12,7:1, což navýšilo výkon na 139 kW (189 k) v 12 500 ot/min (včetně náporového sání).
V roce 2009 se řadil mezi první sériově vyráběné motocykly na světě s objemem 1 000 cm³, do nichž byl zakomponován motor typu BigBang, jenž je používán v profesionálním motorsportu na okruzích Mistrovství světa silničních motocyklů.

## Galerie

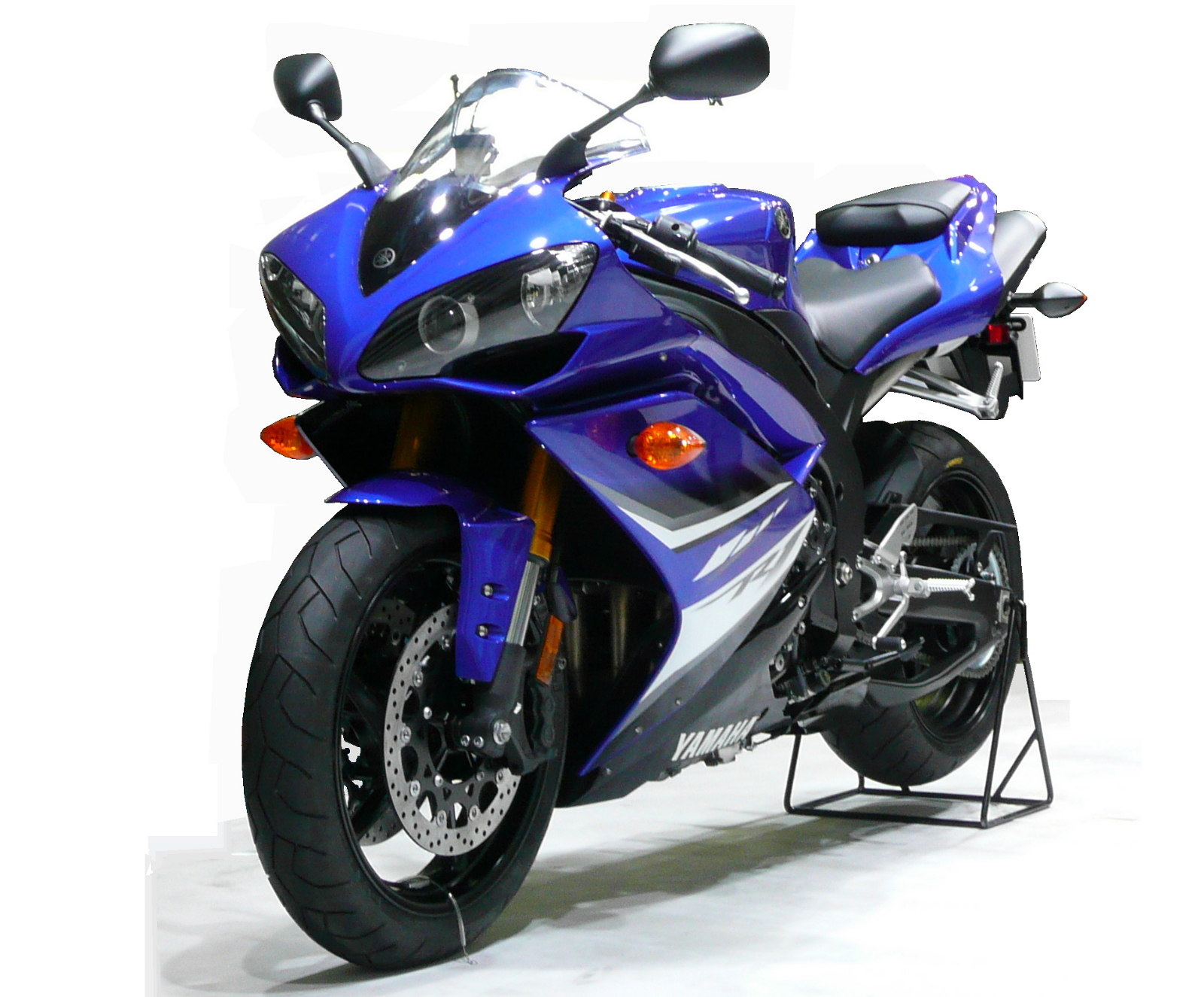
5. generace motocyklu, 2007
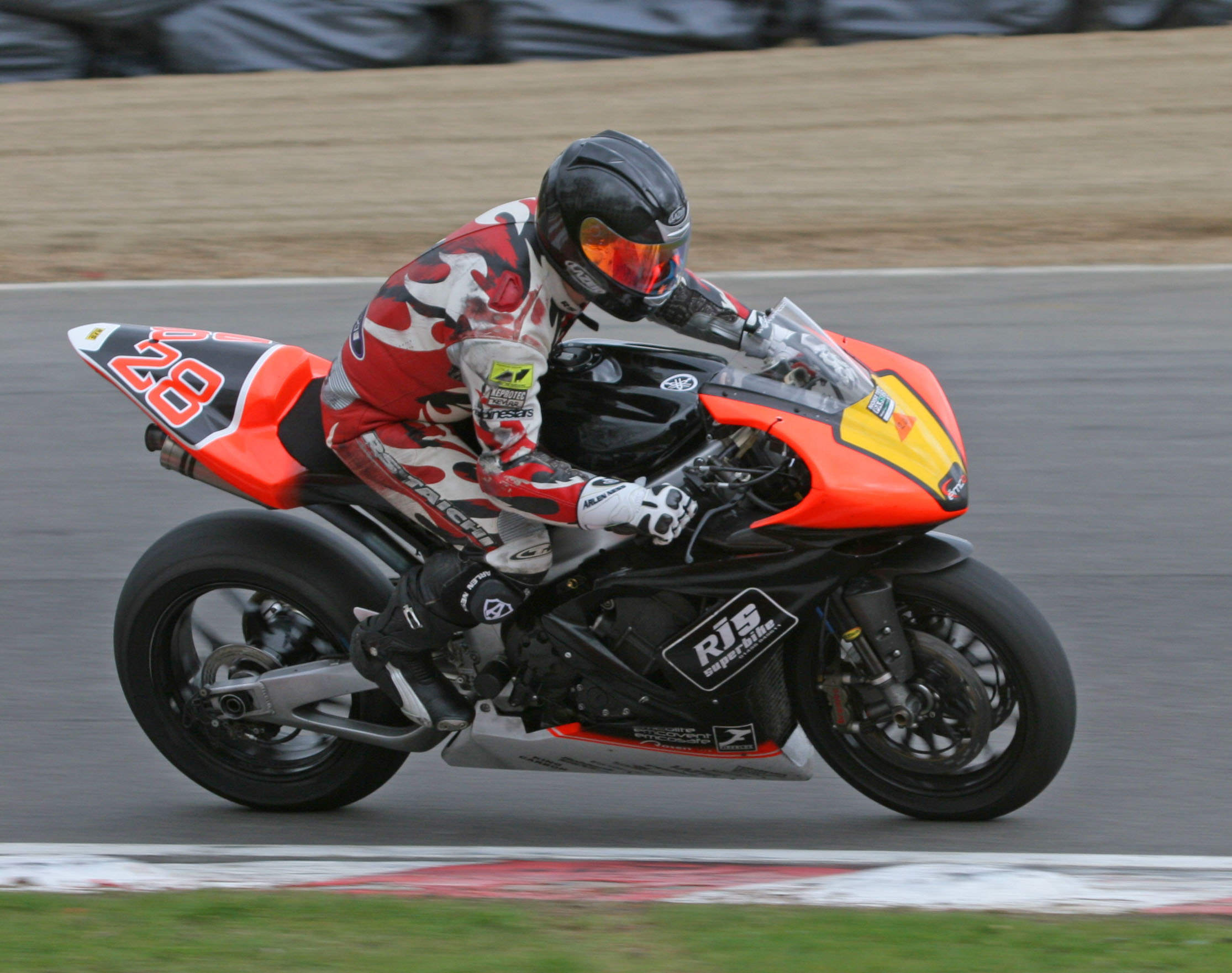
Jízda na okruhu Brands Hatch, duben 2008
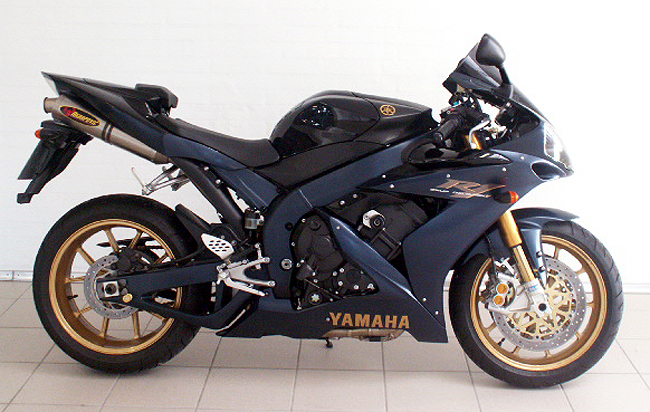
Yamaha R1 SP 2006